# Cầu lông tại Thế vận hội Mùa hè 2020 - Đôi nam nữ
Giải cầu lông đôi nam nữ tại Thế vận hội Mùa hè 2020 đã diễn ra từ ngày 24 đến ngày 30 tháng 7 tại Musashino Forest Sports Plaza ở Tokyo. Có 16 cặp đấu (32 vận động viên) từ 15 quốc gia đang thi đấu.

## Hạt giống
1. Trịnh Tư Duy / Hoàng Nhã Quỳnh (CHN) (Huy chương bạc)
2. Vương Ý Luật / Hoàng Đông Bình (CHN) (Huy chương vàng)
3. Dechapol Puavaranukroh / Sapsiree Taerattanachai (THA) (Tứ kết)
4. Praveen Jordan / Melati Daeva Oktavianti (INA) (Tứ kết)

## Lịch thi đấu
Giải đấu được tổ chức trong khoảng thời gian 7 ngày, với 6 ngày thi đấu và 1 ngày mở cửa.
| P | Vòng sơ loại | QF | Tứ kết | SF | Bán kết | BM | Tranh huy chương đồng | GM | Tranh huy chương vàng |

| Ngày       | 24 thg7 | 24 thg7 | 25 thg7 | 25 thg7 | 26 thg7 | 26 thg7 | 27 thg7 | 27 thg7 | 28 thg7 | 28 thg7 | 29 thg7 | 29 thg7 | 30 thg7 | 30 thg7 | 31 thg7 | 31 thg7 | 1 thg8 | 1 thg8 | 2 thg8 | 2 thg8 |
| Nội dung   | S       | T       | S       | T       | S       | T       | S       | T       | S       | T       | S       | T       | S       | C       | S       | T       | C      | T      | C      | T      |
| ---------- | ------- | ------- | ------- | ------- | ------- | ------- | ------- | ------- | ------- | ------- | ------- | ------- | ------- | ------- | ------- | ------- | ------ | ------ | ------ | ------ |
| Đôi nam nữ | P       | P       | P       | P       | P       | P       |         |         | QF      |         | SF      |         | BM      | GM      |         |         |        |        |        |        |

## Vòng bảng

### Bảng A
| VT | Đội                                         | ST | T | B | VT | VB | HS | ĐT  | ĐB  | HS  | Đ | Giành quyền tham dự    |
| -- | ------------------------------------------- | -- | - | - | -- | -- | -- | --- | --- | --- | - | ---------------------- |
| 1  | Trịnh Tư Duy (CHN) · Hoàng Nhã Quỳnh (CHN)  | 3  | 3 | 0 | 6  | 0  | +6 | 127 | 81  | +46 | 3 | Giành quyền vào tứ kết |
| 2  | Seo Seung-jae (KOR) · Chae Yoo-jung (KOR)   | 3  | 2 | 1 | 4  | 3  | +1 | 131 | 99  | +32 | 2 | Giành quyền vào tứ kết |
| 3  | Robin Tabeling (NED) · Selena Piek (NED)    | 3  | 1 | 2 | 3  | 4  | −1 | 124 | 114 | +10 | 1 |                        |
| 4  | Adham Hatem Elgamal (EGY) · Doha Hany (EGY) | 3  | 0 | 3 | 0  | 6  | −6 | 38  | 126 | −88 | 0 |                        |

| Ngày       | Thời lượng | Cặp đấu 1                    | Tỷ số                                                    | Cặp đấu 2                     | Set 1 | Set 2 | Set 3 |
| ---------- | ---------- | ---------------------------- | -------------------------------------------------------- | ----------------------------- | ----- | ----- | ----- |
| 24 tháng 7 | 10:20      | Trịnh Tư Duy Hoàng Nhã Quỳnh | 2–0 Lưu trữ ngày 24 tháng 7 năm 2021 tại Wayback Machine | Adham Hatem Elgamal Doha Hany | 21–5  | 21–10 |       |
| 24 tháng 7 | 10:20      | Seo Seung-jae Chae Yoo-jung  | 2–1 Lưu trữ ngày 24 tháng 7 năm 2021 tại Wayback Machine | Robin Tabeling Selena Piek    | 16–21 | 21–15 | 21–11 |
| 25 tháng 7 | 14:00      | Trịnh Tư Duy Hoàng Nhã Quỳnh | 2–0 Lưu trữ ngày 25 tháng 7 năm 2021 tại Wayback Machine | Robin Tabeling Selena Piek    | 21–15 | 22–20 |       |
| 25 tháng 7 | 18:00      | Seo Seung-jae Chae Yoo-jung  | 2–0 Lưu trữ ngày 24 tháng 7 năm 2021 tại Wayback Machine | Adham Hatem Elgamal Doha Hany | 21–7  | 21–3  |       |
| 26 tháng 7 | 10:40      | Robin Tabeling Selena Piek   | 2–0 Lưu trữ ngày 26 tháng 7 năm 2021 tại Wayback Machine | Adham Hatem Elgamal Doha Hany | 21–9  | 21–4  |       |
| 26 tháng 7 | 12:40      | Trịnh Tư Duy Hoàng Nhã Quỳnh | 2–0 Lưu trữ ngày 26 tháng 7 năm 2021 tại Wayback Machine | Seo Seung-jae Chae Yoo-jung   | 21–14 | 21–17 |       |

### Bảng B
| VT | Đội                                                          | ST | T | B | VT | VB | HS | ĐT  | ĐB  | HS  | Đ | Giành quyền tham dự    |
| -- | ------------------------------------------------------------ | -- | - | - | -- | -- | -- | --- | --- | --- | - | ---------------------- |
| 1  | Marcus Ellis (GBR) · Lauren Smith (GBR)                      | 3  | 3 | 0 | 6  | 0  | +6 | 126 | 98  | +28 | 3 | Giành quyền vào tứ kết |
| 2  | Dechapol Puavaranukroh (THA) · Sapsiree Taerattanachai (THA) | 3  | 2 | 1 | 4  | 2  | +2 | 115 | 85  | +30 | 2 | Giành quyền vào tứ kết |
| 3  | Thom Gicquel (FRA) · Delphine Delrue (FRA)                   | 3  | 1 | 2 | 2  | 4  | −2 | 101 | 109 | −8  | 1 |                        |
| 4  | Joshua Hurlburt-Yu (CAN) · Josephine Wu (CAN)                | 3  | 0 | 3 | 0  | 6  | −6 | 76  | 126 | −50 | 0 |                        |

| Ngày       | Thời lượng | Cặp đấu 1                                      | Tỷ số                                                    | Cặp đấu 2                       | Set 1 | Set 2 | Set 3 |
| ---------- | ---------- | ---------------------------------------------- | -------------------------------------------------------- | ------------------------------- | ----- | ----- | ----- |
| 24 tháng 7 | 09:40      | Marcus Ellis Lauren Smith                      | 2–0 Lưu trữ ngày 24 tháng 7 năm 2021 tại Wayback Machine | Thom Gicquel Delphine Delrue    | 21–18 | 21–17 |       |
| 24 tháng 7 | 18:40      | Dechapol Puavaranukroh Sapsiree Taerattanachai | 2–0 Lưu trữ ngày 25 tháng 7 năm 2021 tại Wayback Machine | Joshua Hurlburt-Yu Josephine Wu | 21–13 | 21–6  |       |
| 25 tháng 7 | 12:00      | Dechapol Puavaranukroh Sapsiree Taerattanachai | 2–0 Lưu trữ ngày 28 tháng 7 năm 2021 tại Wayback Machine | Thom Gicquel Delphine Delrue    | 21–9  | 21–15 |       |
| 25 tháng 7 | 19:20      | Marcus Ellis Lauren Smith                      | 2–0 Lưu trữ ngày 28 tháng 7 năm 2021 tại Wayback Machine | Joshua Hurlburt-Yu Josephine Wu | 21–13 | 21–19 |       |
| 26 tháng 7 | 12:00      | Dechapol Puavaranukroh Sapsiree Taerattanachai | 0–2 Lưu trữ ngày 26 tháng 7 năm 2021 tại Wayback Machine | Marcus Ellis Lauren Smith       | 17–21 | 19–21 |       |
| 26 tháng 7 | 13:20      | Thom Gicquel Delphine Delrue                   | 2–0 Lưu trữ ngày 26 tháng 7 năm 2021 tại Wayback Machine | Joshua Hurlburt-Yu Josephine Wu | 21–12 | 21–13 |       |

### Bảng C
| VT | Đội                                                  | ST | T | B | VT | VB | HS | ĐT  | ĐB  | HS  | Đ | Giành quyền tham dự    |
| -- | ---------------------------------------------------- | -- | - | - | -- | -- | -- | --- | --- | --- | - | ---------------------- |
| 1  | Watanabe Yuta (JPN) · Higashino Arisa (JPN) (H)      | 3  | 3 | 0 | 6  | 1  | +5 | 146 | 93  | +53 | 3 | Giành quyền vào tứ kết |
| 2  | Praveen Jordan (INA) · Melati Daeva Oktavianti (INA) | 3  | 2 | 1 | 4  | 3  | +1 | 130 | 135 | −5  | 2 | Giành quyền vào tứ kết |
| 3  | Mathias Christiansen (DEN) · Alexandra Bøje (DEN)    | 3  | 1 | 2 | 3  | 4  | −1 | 131 | 127 | +4  | 1 |                        |
| 4  | Simon Leung (AUS) · Gronya Somerville (AUS)          | 3  | 0 | 3 | 1  | 6  | −5 | 94  | 146 | −52 | 0 |                        |

| Ngày       | Thời lượng | Cặp đấu 1                              | Tỷ số                                                    | Cặp đấu 2                           | Set 1 | Set 2 | Set 3 |
| ---------- | ---------- | -------------------------------------- | -------------------------------------------------------- | ----------------------------------- | ----- | ----- | ----- |
| 24 tháng 7 | 09:00      | Watanabe Yuta Higashino Arisa          | 2–1 Lưu trữ ngày 25 tháng 7 năm 2021 tại Wayback Machine | Mathias Christiansen Alexandra Bøje | 20–22 | 21–11 | 21–15 |
| 24 tháng 7 | 11:40      | Praveen Jordan Melati Daeva Oktavianti | 2–1 Lưu trữ ngày 25 tháng 7 năm 2021 tại Wayback Machine | Simon Leung Gronya Somerville       | 20–22 | 21–17 | 21–13 |
| 25 tháng 7 | 13:20      | Praveen Jordan Melati Daeva Oktavianti | 2–0 Lưu trữ ngày 25 tháng 7 năm 2021 tại Wayback Machine | Mathias Christiansen Alexandra Bøje | 24–22 | 21–19 |       |
| 25 tháng 7 | 18:40      | Watanabe Yuta Higashino Arisa          | 2–0 Lưu trữ ngày 24 tháng 7 năm 2021 tại Wayback Machine | Simon Leung Gronya Somerville       | 21–7  | 21–15 |       |
| 26 tháng 7 | 10:40      | Praveen Jordan Melati Daeva Oktavianti | 0–2 Lưu trữ ngày 26 tháng 7 năm 2021 tại Wayback Machine | Watanabe Yuta Higashino Arisa       | 13–21 | 10–21 |       |
| 26 tháng 7 | 13:20      | Mathias Christiansen Alexandra Bøje    | 2–0 Lưu trữ ngày 26 tháng 7 năm 2021 tại Wayback Machine | Simon Leung Gronya Somerville       | 21–6  | 21–14 |       |

### Bảng D
| VT | Đội                                         | ST | T | B | VT | VB | HS | ĐT  | ĐB  | HS  | Đ | Giành quyền tham dự    |
| -- | ------------------------------------------- | -- | - | - | -- | -- | -- | --- | --- | --- | - | ---------------------- |
| 1  | Vương Ý Luật (CHN) · Hoàng Đông Bình (CHN)  | 3  | 3 | 0 | 6  | 0  | +6 | 129 | 101 | +28 | 3 | Giành quyền vào tứ kết |
| 2  | Đặng Tuấn Văn (HKG) · Tạ Ảnh Tuyết (HKG)    | 3  | 2 | 1 | 4  | 4  | 0  | 145 | 155 | −10 | 2 | Giành quyền vào tứ kết |
| 3  | Mark Lamsfuß (GER) · Isabel Herttrich (GER) | 3  | 1 | 2 | 3  | 4  | −1 | 139 | 135 | +4  | 1 |                        |
| 4  | Chan Peng Soon (MAS) · Goh Liu Ying (MAS)   | 3  | 0 | 3 | 1  | 6  | −5 | 114 | 136 | −22 | 0 |                        |

| Ngày       | Thời lượng | Cặp đấu 1                    | Tỷ số                                                    | Cặp đấu 2                     | Set 1 | Set 2 | Set 3 |
| ---------- | ---------- | ---------------------------- | -------------------------------------------------------- | ----------------------------- | ----- | ----- | ----- |
| 24 tháng 7 | 12:20      | Vương Ý Luật Hoàng Đông Bình | 2–0 Lưu trữ ngày 25 tháng 7 năm 2021 tại Wayback Machine | Mark Lamsfuß Isabel Herttrich | 24–22 | 21–17 |       |
| 24 tháng 7 | 19:20      | Chan Peng Soon Goh Liu Ying  | 1–2 Lưu trữ ngày 26 tháng 7 năm 2021 tại Wayback Machine | Đặng Tuấn Văn Tạ Ảnh Tuyết    | 18–21 | 21–10 | 16–21 |
| 25 tháng 7 | 11:20      | Chan Peng Soon Goh Liu Ying  | 0–2 Lưu trữ ngày 25 tháng 7 năm 2021 tại Wayback Machine | Mark Lamsfuß Isabel Herttrich | 12–21 | 15–21 |       |
| 25 tháng 7 | 12:00      | Vương Ý Luật Hoàng Đông Bình | 2–0 Lưu trữ ngày 25 tháng 7 năm 2021 tại Wayback Machine | Đặng Tuấn Văn Tạ Ảnh Tuyết    | 21–12 | 21–18 |       |
| 26 tháng 7 | 12:00      | Đặng Tuấn Văn Tạ Ảnh Tuyết   | 2–1 Lưu trữ ngày 26 tháng 7 năm 2021 tại Wayback Machine | Mark Lamsfuß Isabel Herttrich | 22–20 | 20–22 | 21–16 |
| 26 tháng 7 | 18:40      | Vương Ý Luật Hoàng Đông Bình | 2–0 Lưu trữ ngày 26 tháng 7 năm 2021 tại Wayback Machine | Chan Peng Soon Goh Liu Ying   | 21–13 | 21–19 |       |

## Chung kết
Tứ kết được tổ chức vào ngày 28 tháng 7, bán kết vào ngày 29 tháng 7 và các trận tranh huy chương vào ngày 30 tháng 7 năm 2021.
|  | Tứ kết | Tứ kết                                                       | Tứ kết | Tứ kết                                     | Tứ kết |    |                                            | Bán kết                                     | Bán kết                                     | Bán kết | Bán kết | Bán kết |    |                                          | Tranh huy chương vàng | Tranh huy chương vàng | Tranh huy chương vàng | Tranh huy chương vàng | Tranh huy chương vàng |  |
|  |        |                                                              |        |                                            |        |    |                                            |                                             |                                             |         |         |         |    |                                          |                       |                       |                       |                       |                       |  |
|  | A1     | Trịnh Tư Duy (CHN) · Hoàng Nhã Quỳnh (CHN)                   | 21     | 21                                         |        |    |                                            |                                             |                                             |         |         |         |    |                                          |                       |                       |                       |                       |                       |  |
|  | A1     | Trịnh Tư Duy (CHN) · Hoàng Nhã Quỳnh (CHN)                   | 21     | 21                                         |        |    |                                            |                                             |                                             |         |         |         |    |                                          |                       |                       |                       |                       |                       |  |
|  | C2     | Praveen Jordan (INA) · Melati Daeva Oktavianti (INA)         | 17     | 15                                         |        |    |                                            |                                             |                                             |         |         |         |    |                                          |                       |                       |                       |                       |                       |  |
|  | C2     | Praveen Jordan (INA) · Melati Daeva Oktavianti (INA)         | 17     | 15                                         |        | A1 | Trịnh Tư Duy (CHN) · Hoàng Nhã Quỳnh (CHN) | 21                                          | 21                                          |         |         |         |    |                                          |                       |                       |                       |                       |                       |  |
|  |        |                                                              |        |                                            |        | A1 | Trịnh Tư Duy (CHN) · Hoàng Nhã Quỳnh (CHN) | 21                                          | 21                                          |         |         |         |    |                                          |                       |                       |                       |                       |                       |  |
|  |        |                                                              | D2     | Đặng Tuấn Văn (HKG) · Tạ Ảnh Tuyết (HKG)   | 16     | 12 |                                            |                                             |                                             |         |         |         |    |                                          |                       |                       |                       |                       |                       |  |
|  | B1     | Marcus Ellis (GBR) · Lauren Smith (GBR)                      | D2     | Đặng Tuấn Văn (HKG) · Tạ Ảnh Tuyết (HKG)   | 16     | 12 | 13                                         | 18                                          |                                             |         |         |         |    |                                          |                       |                       |                       |                       |                       |  |
|  | B1     | Marcus Ellis (GBR) · Lauren Smith (GBR)                      |        |                                            |        |    |                                            |                                             |                                             |         |         |         |    |                                          |                       |                       |                       |                       |                       |  |
|  | D2     | Đặng Tuấn Văn (HKG) · Tạ Ảnh Tuyết (HKG)                     | 21     | 21                                         |        |    |                                            |                                             |                                             |         |         |         |    |                                          |                       |                       |                       |                       |                       |  |
|  | D2     | Đặng Tuấn Văn (HKG) · Tạ Ảnh Tuyết (HKG)                     | 21     | 21                                         |        | A1 | Trịnh Tư Duy (CHN) · Hoàng Nhã Quỳnh (CHN) | 17                                          | 21                                          | 19      |         |         |    |                                          |                       |                       |                       |                       |                       |  |
|  |        |                                                              |        |                                            |        |    |                                            |                                             |                                             |         |         |         |    |                                          |                       |                       |                       |                       |                       |  |
|  |        |                                                              | D1     | Vương Ý Luật (CHN) · Hoàng Đông Bình (CHN) | 21     | 17 | 21                                         |                                             |                                             |         |         |         |    |                                          |                       |                       |                       |                       |                       |  |
|  | C1     | Watanabe Yuta (JPN) · Higashino Arisa (JPN)                  | D1     | Vương Ý Luật (CHN) · Hoàng Đông Bình (CHN) | 21     | 17 | 21                                         | 15                                          | 21                                          | 21      |         |         |    |                                          |                       |                       |                       |                       |                       |  |
|  | C1     | Watanabe Yuta (JPN) · Higashino Arisa (JPN)                  |        |                                            |        |    |                                            | 15                                          | 21                                          | 21      |         |         |    |                                          |                       |                       |                       |                       |                       |  |
|  | B2     | Dechapol Puavaranukroh (THA) · Sapsiree Taerattanachai (THA) | 21     | 16                                         | 14     |    |                                            |                                             |                                             |         |         |         |    |                                          |                       |                       |                       |                       |                       |  |
|  | B2     | Dechapol Puavaranukroh (THA) · Sapsiree Taerattanachai (THA) | 21     | 16                                         | 14     |    | C1                                         | Watanabe Yuta (JPN) · Higashino Arisa (JPN) | 23                                          | 15      | 14      |         |    | Tranh huy chương đồng                    | Tranh huy chương đồng | Tranh huy chương đồng | Tranh huy chương đồng | Tranh huy chương đồng |                       |  |
|  |        |                                                              |        |                                            |        |    | C1                                         | Watanabe Yuta (JPN) · Higashino Arisa (JPN) | 23                                          | 15      | 14      |         |    |                                          |                       |                       |                       |                       |                       |  |
|  |        |                                                              | D1     | Vương Ý Luật (CHN) · Hoàng Đông Bình (CHN) | 21     | 21 | 21                                         |                                             |                                             |         |         |         |    |                                          |                       |                       |                       |                       |                       |  |
|  | A2     | Seo Seung-jae (KOR) · Chae Yoo-jung (KOR)                    | D1     | Vương Ý Luật (CHN) · Hoàng Đông Bình (CHN) | 21     | 21 | 21                                         | 9                                           | 16                                          |         |         |         | D2 | Đặng Tuấn Văn (HKG) · Tạ Ảnh Tuyết (HKG) | 17                    | 21                    |                       |                       |                       |  |
|  | A2     | Seo Seung-jae (KOR) · Chae Yoo-jung (KOR)                    |        |                                            |        |    |                                            |                                             |                                             |         |         |         | D2 | Đặng Tuấn Văn (HKG) · Tạ Ảnh Tuyết (HKG) | 17                    | 21                    |                       |                       |                       |  |
|  | D1     | Vương Ý Luật (CHN) · Hoàng Đông Bình (CHN)                   | 21     | 21                                         |        |    |                                            | C1                                          | Watanabe Yuta (JPN) · Higashino Arisa (JPN) | 21      | 23      |         |    |                                          |                       |                       |                       |                       |                       |  |